# Ольга Маркес
Ольга Маркес (справжнє ім'я Ольга Андріївна Дороніна, рос. Ольга Андреевна Доронина; 31 липня 1987, Свердловськ, РРФСР, нині Єкатеринбург, Росія) — російська співачка. Вокалістка гурту Alai Oli.

## Біографія
Народилася в сім'ї Андрія Уфімцева та Анни Уфімцевої. Писала вірші з раннього дитинства. Батько працював на радіо, що, за словами Маркес, вплинуло на вибір її життєвого шляху: з дитинства вона знала багатьох творчих людей Єкатеринбургу. В одному інтерв'ю Ольга згадувала:
 "Перед моїм четвертим днем народження я сильно хворіла. Тато тоді був безробітним, і щоб зробити мені сюрприз, він щоночі «„гарував“ на своєму старенькому „Запорожці“. В результаті він мені купив музичний програвач та купу платівок з казками, в яких звучало дуже багато мелодій, пісень. Я лежала в ліжку та цілими днями їх переслуховувала. Думаю, саме це вплинуло на мою любов до музики».
Вчилась в лінгвістичній гімназії № 70 міста Єкатеринбургу. 2009 року закінчила факультет телерадіожурналістики Уральського державного університету ім. Горького. Перші пісні почала писати в 9-му класі. Николи не мала музичної освіти. Разом з Олександром Федотовських (Шаповські) 2004 року створила гурт Alai Oli.
Після знайомства з арт-менеджером Артемом Дертєвим 2009 року, музиканти Alai Oli переїхали в Санкт-Петербург, що дало гурту більше можливості для розвитку та організації гастролей.
Вийшла заміж за письменника Андрія Дороніна. 3 червня 2013 року в пари народився син Єжи. Другий син, Мирон, народився 25 липня 2015 року. 2018 року подружжя розлучилось, діти живуть з матір'ю.
2017 року випустила книгу про правильне харчування «Що мені з'їсти, щоб схуднути», яка зразу стала бестселером. Книга містить деякі поради та рецепти приготування деяких страв, але автор позиціює її як «наукову».

## Музична кар'єра
Гурт Alai Oli створено 29 вересня 2004 року. Після запису першої пісні «Бог есть любовь» команда почала активно виступати в рідному місті Єкатеринбурзі та за його межами. Важливим етапом початкового періоду діяльності Alai Oli став виступ за запрошенням Олексія Сидорова на фестивалі «60 років Бобу Марлі» в ПК Горбунова, на одній сцені з найкращими регі-гуртами Росії та вокалістом гурту Massive Attack Хорасом Енді.
Перший альбом Alai Oli «Да, Бро?» вийшов 2007 року. З 2009 по 2011 рік гурт гастролював довгими турами по Росії та Європі. В грудні 2011 року гурт випустив третій офіційний альбом під назвою Satta Massagana. 2014 року Alai Oli відсв'яткували своє десятиріччя великими концертами в Єкатеринбурзі, Санкт-Петербурзі та Москві. На ці концерти гурт збирав від 1000 до 2500 осіб.
2016 року гурт випустив п'ятий альбом «Равновесие и глубина». Презентації альбому пройшли в Санкт-Петербурзі, Москві, Києві та Єкатеринбурзі.

## Бізнес
2011 року Ольга Маркес почала вести блог fat-is-dead, де з'явилась спільнота однодумців, зацікавлених у здоровому спрособі житті. Цей момент організатори назвали початком школи #Sekta.
Надалі Маркес розвивала систему дистанційного навчання для тих, хто бажав вести здоровий спосіб життя та скинути вагу. Через рік до ведення блогу приєднались куратори, які на добровільних засадах допомагали підписникам. В березні 2013 року було проведено перші заняття клубу в Санкт-Петербурзі. Перший набір складався з 40 осіб, другий ― з 80. Через два місяці відкрився філіал в Москві, через три місяці ― в Єкатеринбурзі. Станом на 2015 рік існувало 14 філіалів клубу, а за дистанційною системою займалось понад 285 осіб щодня.

2015 року в компанії, окрім інших підрозділів, утворився відділ, в який входять біологи, медики, мікробіологи та спеціалісти в області здорового харчування та тренувань. Про свою роль у створенні компанії Ольга Маркес каже:
«У людей виникає враження, що я винайшла фірму, яка успішно „вистрілила“ та почала приносити мені гроші, а людям ― радість. Це не зовсім так. „Секта“ ― це не я, я ― засновник, натхненник. „Секта“ ― це ті люди, які її роблять. І новачки, й ті, хто прийшов до нас зі знаннями: лікарі, спортсмени. Кожний щось добавив у систему, вийшла велика спільнота».
За даними Forbes, 2014 року щомісячний оборот #Sekta склав 8 мільйонів рублів.